# アスパハ (レムス＝ムル郡)
アスパハまたはアスパッハ (ドイツ語: Aspach) はドイツ連邦共和国バーデン＝ヴュルテンベルク州レムス＝ムル郡に属す町村（以下、本項では便宜上「町」と記述する）である。町の行政機関はグロースアスパハ地区にある。

## 地理

### 位置
アスパハは、自然地理区分上シュヴェービッシュ＝フレンキシャー・ヴァルトベルゲおよびネッカー盆地の一部である。この町は、高さ 254 ｍ から 516 m のレーヴェンシュタイナー山地の南端に位置している。クラインアスパハ地区の西側はハルトヴァルトである。

### 隣接する市町村
アスパハは、北西はグロースボットヴァールおよびオーバーステンフェルト（ともにルートヴィヒスブルク郡）、北東はシュピーゲルベルク、東はオッペンヴァイラー、南東と南はバックナング、南西はキルヒベルク・アン・デア・ムル（以上いずれもレムス＝ムル郡）、西はシュタインハイム・アン・デア・ムルのハルトヴァルト、およびムル、プライデルスハイム、エルトマンハウゼン、マールバッハ・アム・ネッカーそれぞれの小さな飛び地（いずれもルートヴィヒスブルク郡）と境を接している。

### 自治体の構成
この町は、かつて独立した町村であったグロースアスパハ、クラインアスパハ、アルマースバッハ・アム・ヴァインベルク、リーテナウからなる。各地区には空間的に離れた小集落や住宅地が属している。

### 土地利用
| 土地用途別面積 | 面積 (km2) | 占有率 |
| -------------- | ---------- | ------ |
| 住宅地         | 1.21       | 3.4 %  |
| 産業用地       | 0.60       | 1.7 %  |
| レジャー用地   | 0.38       | 1.1 %  |
| 交通用地       | 2.05       | 5.8 %  |
| 農業用地       | 18.76      | 52.9 % |
| 森林           | 11.35      | 32.0 % |
| 水域           | 0.26       | 0.7 %  |
| その他の用地   | 0.84       | 2.4 %  |
| 合計           | 35.45      |        |

出典: Statistisches Landesamt Baden-Württemberg

## 歴史

### 町村合併
アスパハは1972年2月1日に、バーデン＝ヴュルテンベルク州の地域再編に伴って、それまで独立した町村だったグロースアスパハ、クラインアスパハ、リーテナウ、アルマースバッハ・アム・ヴァインベルクが合併して新たに成立した。

### 集落史

#### グロースアスパハ

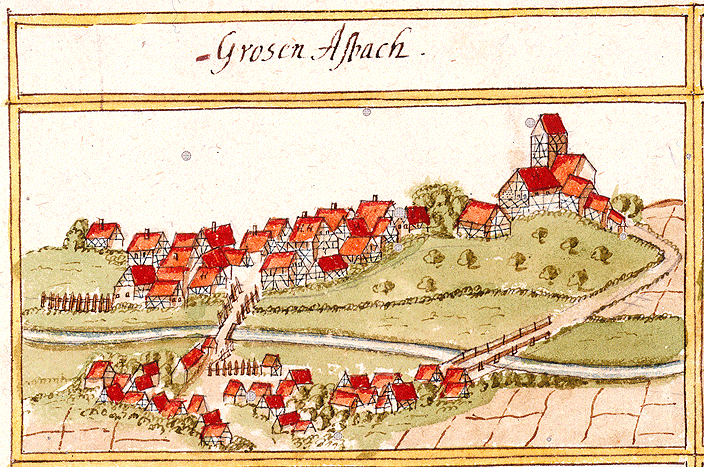
アンドレアス・キーザーの1685年の森林登録簿に描かれたグロースアスパハ

グロースアスパハは、10世紀半ばのロルシュ文書に初めて記録されている。11世紀半ばにカルフ伯領となった。後にレーヴェンシュタイン伯領に属した。1338年にシュトゥルムフェーダー・フォン・オッペンヴァイラー家がこの集落を購入した。しかし1442年にはすでにウルリヒ・フォン・ヴュルテンベルクが村の半分を所有していた。残り部分は、1806年に新たにヴュルテンベルク王国領となった。

#### クラインアスパハ
クラインアスパハは、1357年に初めて文献に記録されている。この頃、リヒテンベルク家がこの村をヴュルテンベルク家に売却した。この村は長らくオーバーアムト・ボットヴァールに属したが、1810年にオーバーアムト・マールバッハの所属となった。1938年にこのオーバーアムトが廃止され、クラインアスパハはバックナング郡に属すこととなり、1973年からは他の町村と同様にレムス＝ムル郡に属している。

#### リーテナウ
リーテナウ地区は、ヒルザウ修道院領となった1103年に初めて文献に記録されている。
宗教改革に伴ってリーテナウは1564年にヴュルテンベルク領となり、はじめはキルヒェングートに属したが、1618年からアムト・マールバッハに属した。ヴュルテンベルク王国の建設に伴い、リーテナウは1806年にオーバーアムト・バックナングに、1938年からバックナング郡に属した。

## 行政

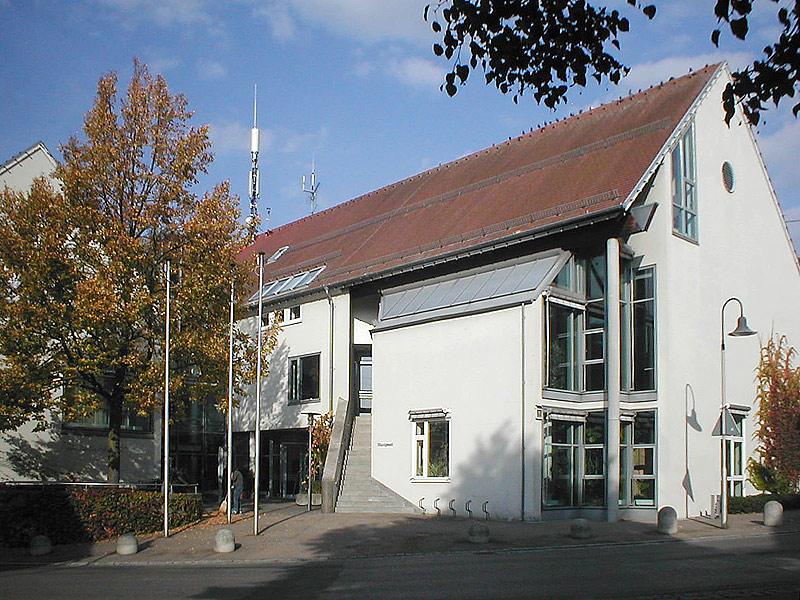
アスパハ町役場

### 行政共同体
アスパハは、1975年からバックナング行政共同体に加盟している。

### 議会
アスパハの町議会は、選挙で選出された18人の名誉職の議員と、議長を務める町長で構成されている。町長は、町議会において投票権を有している。

### 紋章
図柄: 波状の斜め分割線で緑地と銀地に二分割。銀地は斜め上に伸びて銀色のヤマナラシの葉となり、緑地は下に伸びて緑色のブドウの房となる。

### 姉妹自治体
- シュミエ＝アン＝アンジュー（フランス、メーヌ＝エ＝ロワール県）1997年[10]

## 文化と見所

### 建築
グロースアスパハには、福音主義の聖ユリアナ教区教会がある。その塔の下層部はロマネスク時代に建設され、1780年の改築によって現在の姿となった。洗礼盤と祭壇の十字架は15世紀および16世紀に創られた。旧町役場は、屋根の上の小塔を持つ16世紀の典型的な木組み構造を持つ建物で、時代につれて何度も改築された。
- 聖ユリアナ教区教会
- 旧町役場

クラインアスパハには、歴史的なトールケルケルター（ブドウ搾り所）がある。これは1522年から使用されていた。この建物は1794年に建て替えられ、1939年まで使われていたが、現在は報道に時折登場するだけである。福音主義の聖ニコラウス教区教会は1468年に記録されており、1790年から92年に現在の姿で建設された。教会の近くには、1844年に建設された古いパン焼き小屋がある。

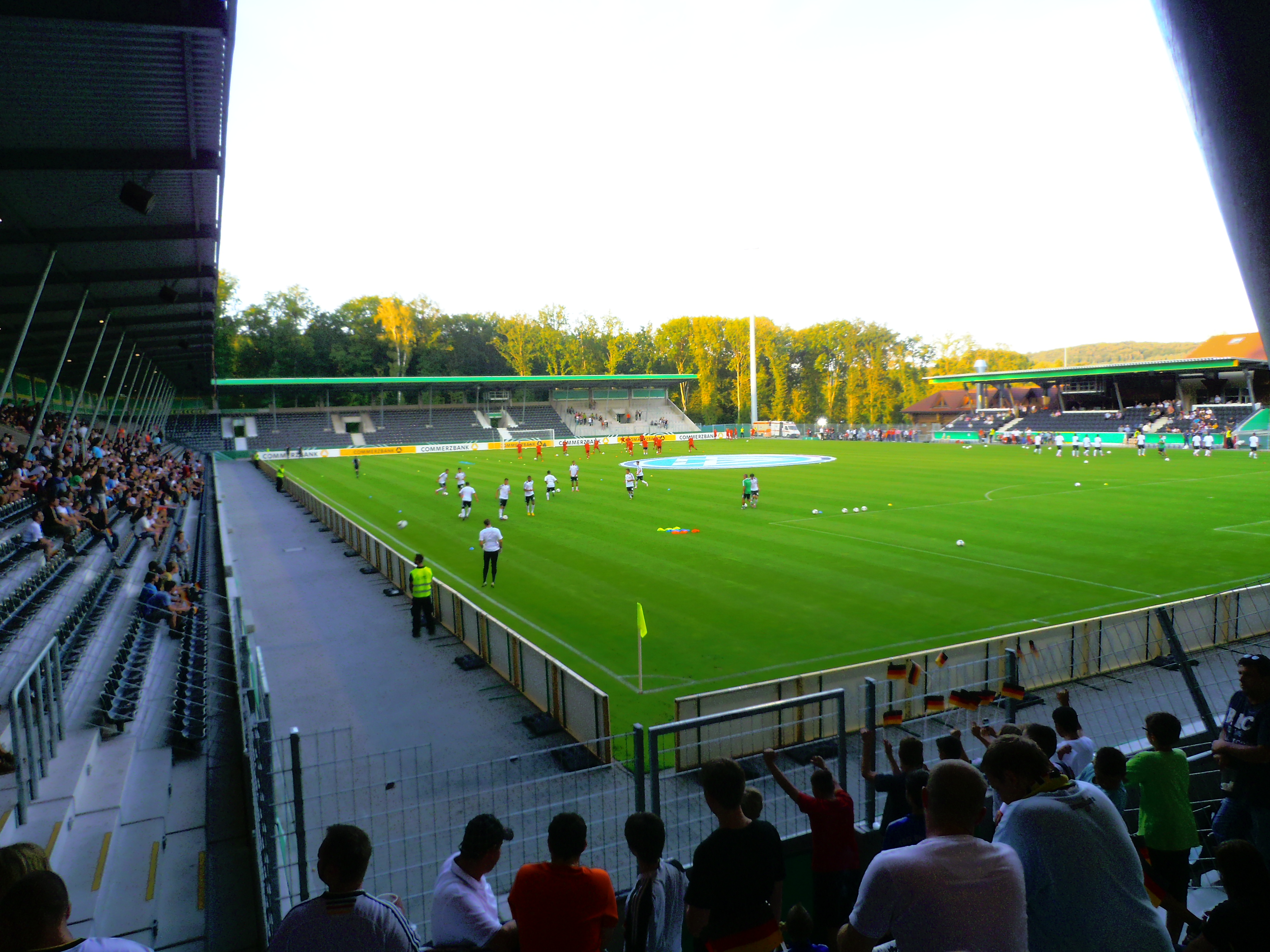
メカトロニーク・アレーナ

- トーケルケルター
- 聖ニコラウス教区教会
- パン焼き小屋

### スポーツ
アスパハは、会員数約 850人の SG ゾネンホーフ・グロースアスパハのホームタウンである。このクラブは、3部リーガでプレイするサッカーチームで知られている。ホームゲームはメカトロニーク・アレーナで行われている。

## 人物

### 出身者
- ヴァネッサ・マイ（ドイツ語版、英語版）（1992年 - ）歌手。
- ハンス・ヴェルナー・アウフレヒト - AMG創業者。GはGroßaspachから取られている。

### ゆかりの人物
- アンドレア・ベルク（ドイツ語版、英語版）（1966年 - ）歌手。クラインアスパハ在住。